# Luke Winters
Luke Winters (2 aprile 1997) è uno sciatore alpino statunitense.

## Biografia
Attivo in gare FIS dal dicembre del 2013, in Nor-Am Cup Winters ha esordito il 10 dicembre 2014 a Lake Louise in discesa libera (31º), ha colto il primo podio il 15 dicembre 2017 a Panorama in slalom speciale (2º) e la prima vittoria il 16 febbraio 2018 a Stowe Mountain nella medesima specialità. Ha debuttato in Coppa del Mondo il 18 novembre 2018 a Levi in slalom speciale, senza completare la prova, ai Campionati mondiali a Cortina d'Ampezzo 2021, dove si è classificato 6º nella gara a squadre, non ha completato lo slalom speciale e non si è qualificato per la finale nello slalom parallelo, e Giochi olimpici invernali a Pechino 2022, dove non ha completato lo slalom gigante e lo slalom speciale. Ai Mondiali di Courchevel/Méribel 2023 ha vinto la medaglia d'oro nella gara a squadre (partecipando come riserva), si è piazzato 30º nello slalom speciale, non ha completato la combinata e non si è qualificato per la finale nel parallelo e a quelli di Saalbach-Hinterglemm 2025 non ha completato lo slalom speciale.

## Palmarès

### Mondiali
- 1 medaglia:
  - 1 oro (gara a squadre a Courchevel/Méribel 2023)

### Mondiali juniores
- 1 medaglia:
  - 1 bronzo (supergigante a Davos 2018)

### Coppa del Mondo
- Miglior piazzamento in classifica generale: 62º nel 2022

### Nor-Am Cup
- Miglior piazzamento in classifica generale: 5º nel 2019
- 9 podi:
  - 4 vittorie
  - 4 secondi posti
  - 1 terzo posto

#### Nor-Am Cup - vittorie
| Data             | Località        | Paese       | Specialità |
| ---------------- | --------------- | ----------- | ---------- |
| 16 febbraio 2018 | Stowe Mountain  | Stati Uniti | SL         |
| 5 febbraio 2019  | Sun Valley      | Stati Uniti | SL         |
| 21 marzo 2019    | Sugarloaf       | Stati Uniti | KB         |
| 23 novembre 2021 | Copper Mountain | Stati Uniti | SL         |

Legenda:

SL = slalom speciale

KB = combinata

### Campionati statunitensi
- 9 medaglie:
  - 6 ori (slalom speciale, combinata[1] nel 2019; slalom speciale nel 2020; combinata nel 2021; slalom speciale nel 2024; supergigante nel 2025)
  - 3 argenti (combinata nel 2018; supergigante nel 2021; slalom speciale nel 2023)